# Leopold Bürkner
Leopold Bürkner (Zerbst (Anhalt), 1894. január 29. – Frankfurt am Main, 1975. július 15.) német szerző, műfordító, katona és író. Harcolt az első és a második világháborúban is, előbbi végén brit, míg utóbbi végén amerikai hadifogságba esett.